# Truyère
Pour les articles homonymes, voir Truyère (homonymie).
La Truyère (prononcé [tʁy'jɛʁ]), ou Valat des Trois-Sœurs dans sa partie amont, est une rivière française du Massif central qui coule dans les départements de la Lozère, du Cantal et de l'Aveyron. C'est l'affluent principal du Lot dans lequel elle se jette en rive droite. Elle est donc un sous-affluent de la Garonne.

## Géographie
Selon le SANDRE, la Truyère est un cours d'eau dont la partie amont porte le nom de Valat des Trois-Sœurs. Celui-ci prend sa source dans la forêt de la Croix-de-Bor, au sein du massif de la Margeride, à 1 460 mètres d'altitude, dans le département de la Lozère, sur la commune de Monts-de-Randon, sur le territoire de la commune déléguée de La Villedieu, au nord-ouest du col des Trois Sœurs. Après deux kilomètres et sa confluence avec le Valat du Bois Long, le torrent prend le nom de Truyère.
Son cours, d'une direction nord-ouest, était autrefois inféodé au bassin de l'Allier. Désormais, il l'est au profit de celui du Lot. Cette capture est due à l'épanchement de coulées de lave basaltique, provenant du volcan du Plomb du Cantal (planèze). Il y a environ sept millions d'années, elles ont constitué un barrage près de Saint-Flour. À ce point, la Truyère fait un coude en direction du sud-ouest et descend en rapides dans une vallée au relief jeune, pour se jeter dans le Lot en rive droite, à l'aval d'Entraygues-sur-Truyère.
L'ensemble Valat des Trois-Sœurs-Truyère est long de 167,2 km pour un bassin versant de 3 294 km2.

### Départements et principales communes traversés
- Lozère : Le Malzieu-Ville, Chaulhac, Saint-Léger-du-Malzieu, Rimeize, Blavignac, Saint-Pierre-le-Vieux, Fontans, Saint-Gal, Serverette
- Cantal : Saint-Martial, Chaliers, Oradour, Fridefont, Alleuze, Faverolles, Neuvéglise
- Aveyron : Entraygues-sur-Truyère, Thérondels, Cantoin, Montézic, Brommat

### Hydronymie
Le nom de Truyère est probablement dérivé de l'hydronyme de langue gauloise « tri obris » qui signifie « trois sources » ou « les trois rivières »,.
Le nom occitan (tant pour les parlers nord-occitan que languedocien) est Truèire,.
La Truyère a donné son hydronyme aux communes d’Entraygues-sur-Truyère et de Neuvéglise-sur-Truyère.

### Hydrographie
Le cours de la rivière comporte des dénivellations importantes, ce qui a favorisé le développement de l'hydroélectricité : barrages de Grandval, Lanau, Sarrans, Labarthe, Couesques et Cambeyrac.

## Principaux affluents
| - Ruisseau de Rieutortet : 8,9 km - le Mézère : 15,5 km - le Triboulin : 16,4 km - la Rimeize : 37,3 km - la Limagnole : 15,9 km - Ruisseau de la Gardelle : 11,5 km - Ruisseau de Galastre : 11,5 km - Ruisseau des Planchettes : 9,8 km - Ruisseau de la Roche : 13,8 km - Ruisseau de Mongon : 10,6 km | - Ruisseau d'Arcomie : 19,6 km - l'Ander : 36,2 km - Ruisseau des Ternes : 22,6 km - le Bès : 66,7 km - Ruisseau de Chalivet : 8,3 km - le Remontalou : 15,4 km - Ruisseau de l'Épie : 27,6 km - Ruisseau de Lévandès : 14,9 km - le Lebot : 22,7 km - le Vezou : 13,1 km | - Le Cantoinet : 11,4 km - le Brezons : 28,5 km - l'Argence : 23,9 km - Ruisseau des Ondes : 13,3 km - la Bromme : 28,7 km - Ruisseau des Vergnes : 10 km - Ruisseau de Gouzou : 11,1 km - le Goul : 52 km - la Selves : 44,5 km |

## Hydrologie
La Truyère est une rivière très abondante, comme c'est souvent le cas pour les cours d'eau issus des sommets du Massif central français.

### La Truyère à Entraygues-sur-Truyère
Son débit a été observé sur une période de 78 ans (1914-1991), à Entraygues-sur-Truyère, localité du département de l'Aveyron et située au niveau de son confluent avec le Lot. Le bassin versant de la rivière y est de 3 280 km2, c'est-à-dire sa totalité.
Le module de la rivière à Entraygues-sur-Truyère est de 69,5 m3/s.
La Truyère présente des fluctuations saisonnières de débit assez marquées, comme bien souvent dans la moitié sud de la France. Les hautes eaux se déroulent de la fin de l'automne au début du printemps et sont caractérisées par un débit mensuel moyen allant de 78,6 à 109 m3/s, de novembre à mai inclus. On constate un premier petit sommet en décembre (pluies) et un second plus important en février-mars (pluies et fonte des neiges) qui se prolonge en avril. Dès la fin du mois de mai, le débit diminue rapidement jusqu'aux basses eaux d'été. Celles-ci ont lieu de juillet à septembre inclus, entraînant une baisse du débit moyen mensuel allant jusque 17,1 m3/s au mois d'août. Mais les fluctuations sont plus prononcées sur de plus courtes périodes, et selon les années.

### Étiage ou basses eaux
À l'étiage, le VCN3 peut chuter jusque 2,3 m3/s, en cas de période quinquennale sèche, ce qui est sévère pour un cours d'eau de cette taille, mais parfaitement normal dans les régions méridionales du Massif central.

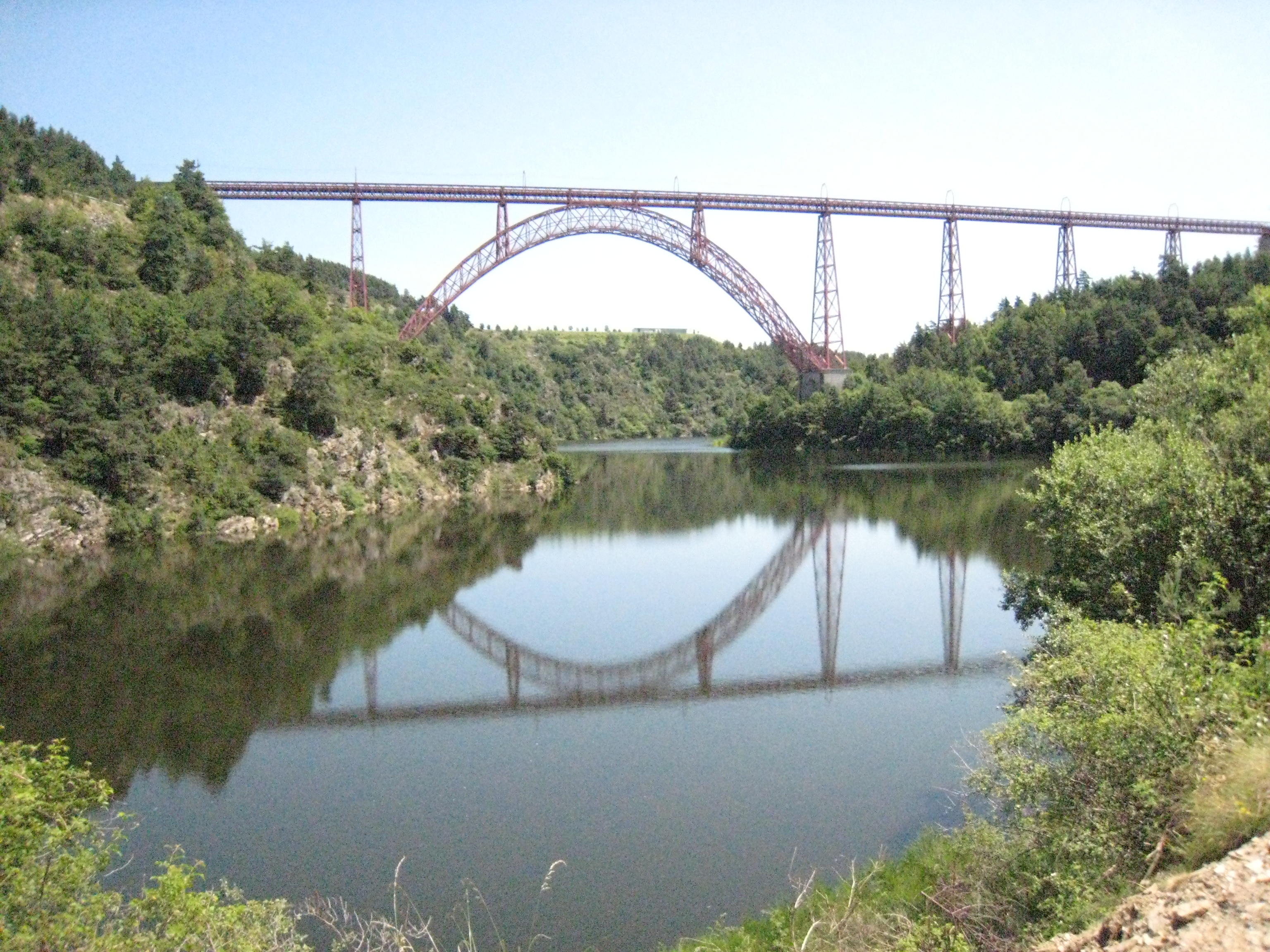
Le viaduc de Garabit qui franchit la Truyère date des années 1880-84 et est l'œuvre de Gustave Eiffel.

### Crues
Les crues, quant à elles, peuvent être très importantes. Les QIX 2 et QIX 5 valent respectivement 670 et 1 000 m3/s. Le QIX 10 est de 1 200 m3/s, le QIX 20 de 1 500 m3/s et le QIX 50 de 1 800 m3/s.
Le débit instantané maximal enregistré à la station d'Entraygues-sur-Truyère a été de 433 m3/s le 26 avril 1989, tandis que la valeur journalière maximale était de 1 260 m3/s le 9 octobre 1920. En comparant la seconde de ces valeurs à l'échelle des QIX de la rivière, il ressort que cette crue d'octobre 1920 était d'ordre décennal, et donc pas du tout exceptionnelle.
Pour se faire une idée de l'importance de ces débits, on peut les comparer à un des affluents de la Seine au sud-est de Paris, l'Yonne, réputée pour ses crues et les menaces qu'historiquement elles ont fait peser sur la ville de Paris (L'Yonne est dotée d'un bassin de 10 887 km2 et d'un débit moyen de 95 m3/s). Le QIX 10 de l'Yonne en fin de parcours vaut 710 m3/s (contre 1 200 pour la Truyère), son QIX 20 est de 820 m3/s (contre 1 500 pour la Truyère), et son QIX 50 se monte à 960 m3/s (contre 1 800 pour la Truyère). Ainsi malgré un bassin plus de deux fois moins étendu et un débit moyen de moins des trois quarts, le volume des crues de la Truyère vaut près du double de celles de l'Yonne.

### Lame d'eau et débit spécifique
La Truyère est une rivière abondante, alimentée par des précipitations elles aussi abondantes, dans la région des massifs de l'Aubrac et du Cantal notamment. La lame d'eau écoulée dans son bassin versant est de 671 millimètres annuellement, ce qui est très élevé, supérieur d'environ deux fois à la moyenne d'ensemble de la France, ainsi qu'à la moyenne du bassin du Lot (446 millimètres par an). Le débit spécifique de la rivière (ou Qsp) atteint de ce fait le chiffre élevé de 21,2 litres par seconde et par kilomètre carré de bassin.

## Aménagement hydroélectrique de la Truyère
Entre sa source sur les monts de la Margeride et sa confluence avec le Lot à Entraygues-sur-Truyère, la Truyère parcourt près de 170 km. La dénivellation importante entre le plateau, où elle reçoit l'essentiel de l'eau, et le Lot a permis de construire un ensemble de barrage dans des gorges profondes fournissant 10 % de l'hydroélectricité produite en France,,.
Cet aménagement hydroélectrique a commencé à partir de 1930 avec la construction des barrages de Sarrans et de la Bromme, des usines hydroélectriques de Sarrans et de Brommat avec les conduites d'amenée. Les ouvrages ont été construits par la Société des Forces Motrices de la Truyère
À l'aval du viaduc de Garabit, on trouve successivement :
- le barrage de Grandval,
- le barrage de Lanau,
- le barrage de Sarrans,
- le barrage de Labarthe,
- le barrage de Couesques,
- le barrage de Cambeyrac

ainsi que des ouvrages annexes :
- la centrale électrique de Brommat,
- le barrage d'Argence,
- le barrage de la Bromme,
- le barrage de Maury,
- la station de transfert d'énergie par pompage de Montézic (barrage de Montézic et centrale de Montézic).

## Galerie

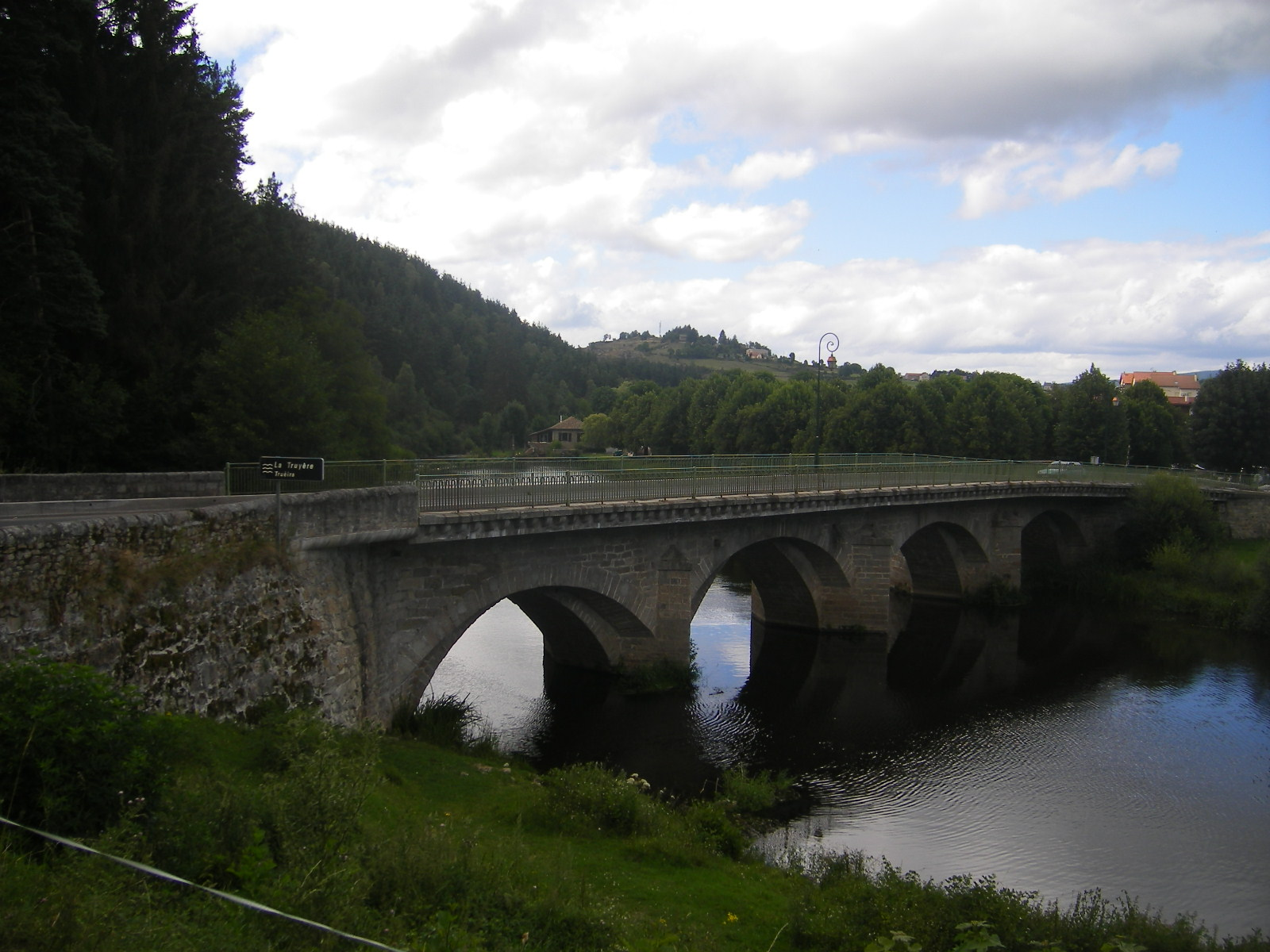
Pont sur la Truyère au Malzieu-Ville, en Lozère.
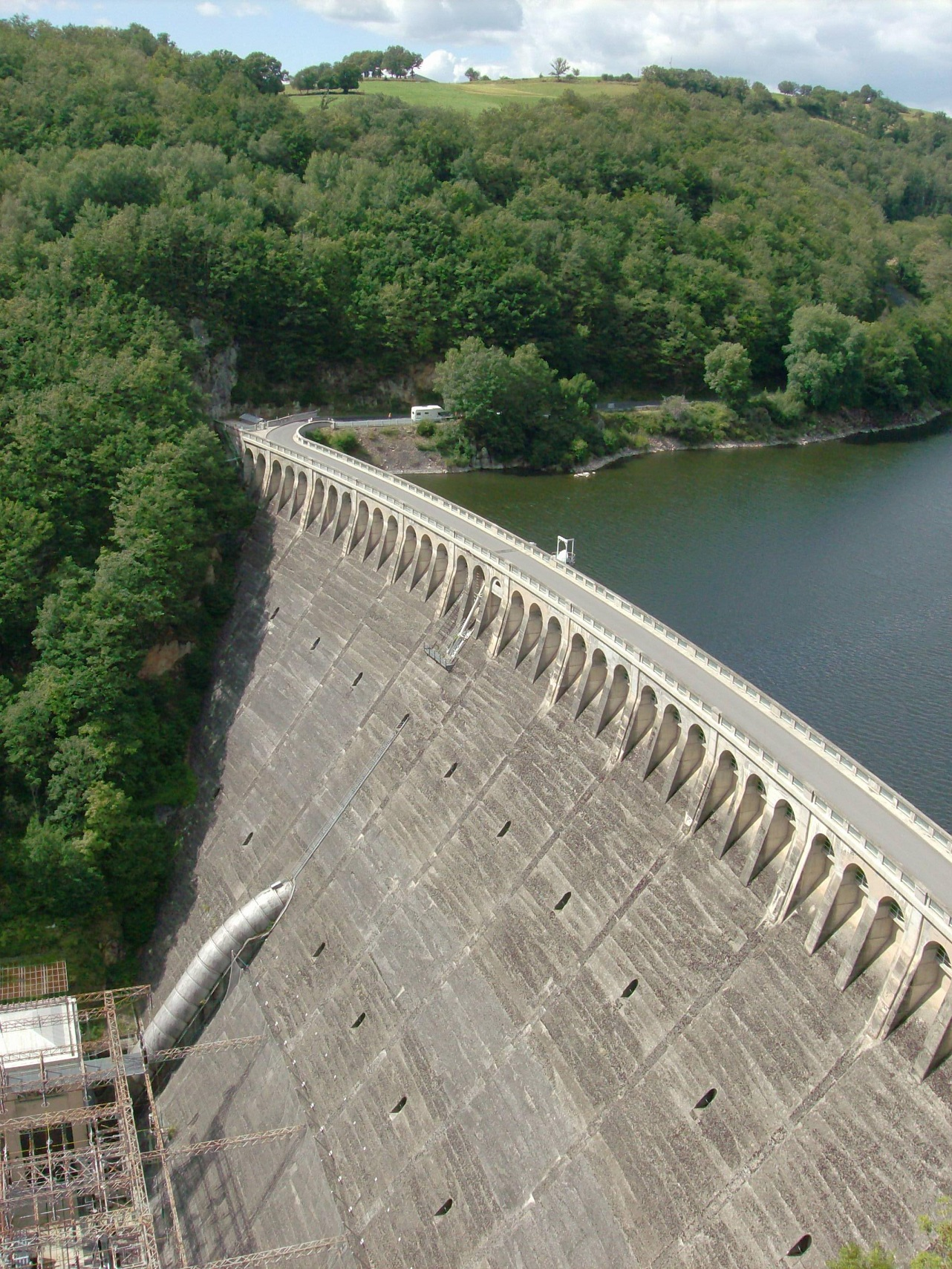
Barrage de Sarrans.
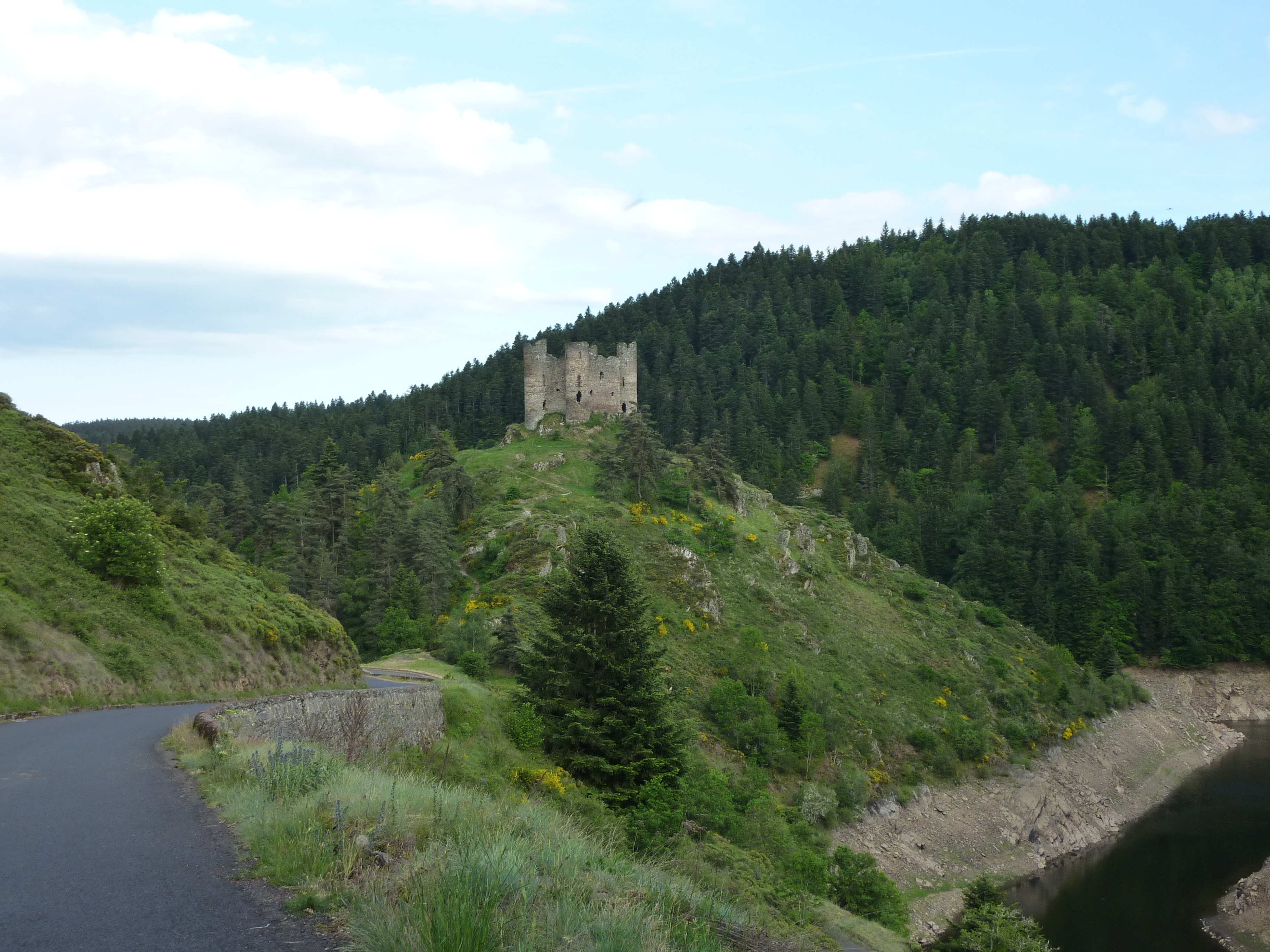
Truyère et château d'Alleuze.
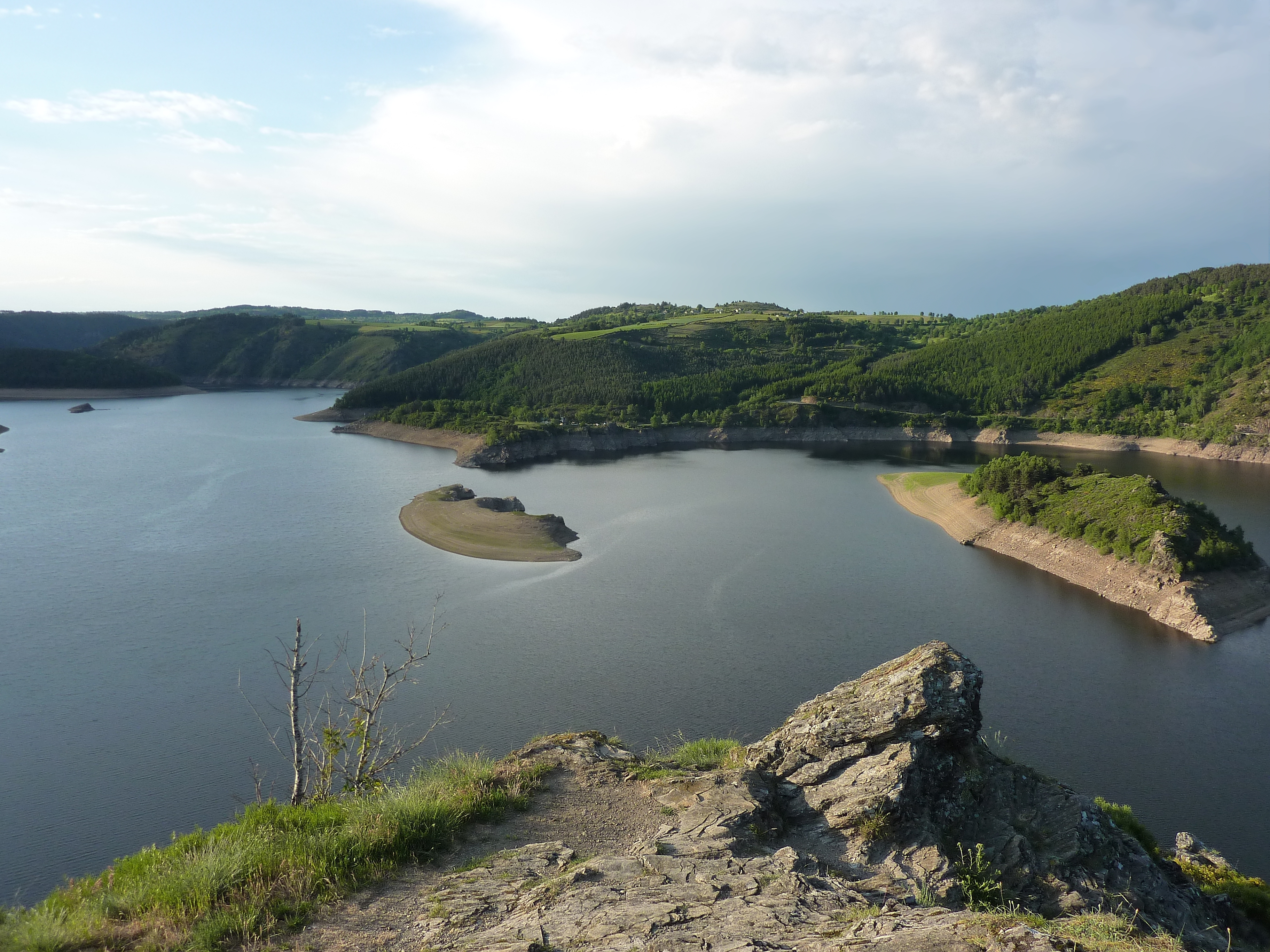
Truyère au lac de Grandval.
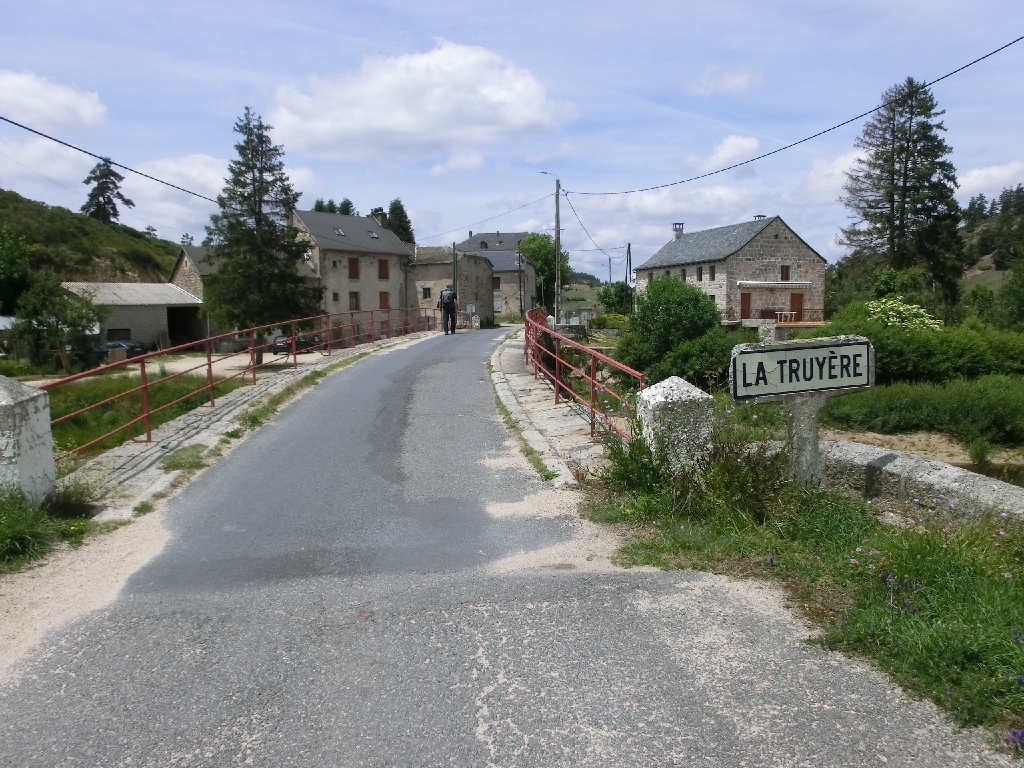
Pont sur la Truyère près d'Aumont-Aubrac.